# Анисовый альдегид
Анисовый альдегид, п-метоксибензальдегид — органическое вещество, производное бензальдегида и метоксибензола (анизола). Бесцветная маслянистая жидкость с пряным запахом, напоминающим запах цветов боярышника.

## Свойства
Растворим в этаноле и органических растворителях; плохо растворим в воде, пропиленгликоле и глицерине.
При окислении анисового альдегида образуется анисовая кислота.

## Нахождение в природе
В небольших количествах содержится в некоторых эфирных маслах, часто вместе с анетолом.

## Получение
- Окисление анетола хромовой смесью в присутствии озона или сульфаниловой кислоты:

|                   |                                  | Хромовая смесь | озон или |  |
| {\displaystyle +} | {\displaystyle \longrightarrow } | Хромовая смесь |          |  |
|                   | сульфаниловая кислота            | Хромовая смесь |          |  |
- Окисление метилового эфира n-крезола KMnO4 или K2S2O8:

|                                  | KMnO4 или |
| {\displaystyle \longrightarrow } |           |
| K2S2O8                           |           |
- Метилирование n-гидроксибензальдегида:

## Применение
Применяют как компонент парфюмерных композиций, пищевых эссенций, как сырьё для получения душистых веществ (анисилацетата), а также в синтезе некоторых лекарственных препаратов.
Бисульфитное производное анисового альдегида используется для придания блеска покрытиям в гальванотехнике.
Анисовый альдегид входит в состав проявителя для тонкослойной хроматографии.